# Campionato francese di rugby a 15 1921-1922
Il Campionato di prima divisione 1921-22 fu il 26º campionato francese di rugby a 15.
Fu vinto dal Tolosa che batté in finale il Bayonne.
È il secondo titolo per Tolosa dopo quello del 1912 e l'inizio di un periodo d'oro che durerà per tutti gli anni 20.

## Formula
Parteciparono trenta squadre suddivise in dieci gruppi di 3 con partite di sola andata.
Vennero assegnati 3 punti per la vittoria, 2 per il pareggio, 1 per la sconfitta e 0 per il forfait
Alla seconda fase furono ammesse le vincenti di ogni girone e furono divise in due gruppi di cinque.

## Prima fase
Vennero assegnati 3 punti per la vittoria, 2 per il pareggio, 1 per la sconfitta e 0 per il forfait
(per ordine di Classifica finale)
- gruppo A 
  -  Perpignano 6 pts,
  -  TOEC 4 pts,
  - Stade nantias UC 2 pts
- gruppo B 
  - Stade toulousain 6 pts,
  - Boucau Stade 4 pts,
  - RC Chalon 2 pts
- gruppo C 
  - Racing CF 6 pts,
  - SA Bordeaux 4 pts,
  - SU Agen 2 pts
- gruppo D 
  - Biarritz 6 pts,
  - Stade Saint-Gaudinois 3 pts,
  - Lézignan 3 pts
- gruppo E 
  - US Dax 6 pts,
  - Saint-Girons SC 4 pts,
  - US Bergerac 2 pts
- gruppo F 
  - FC Grenoble 6 pts,
  - Stade français 4 pts,
  - RC Narbonne 2 pts
- gruppo G 
  - AS Carcassonne 6 pts,
  - Stade bordelais 4 pts,
  - AS Bayonne 2 pts
- gruppo H 
  - Aviron bayonnais 6 pts,
  - RC Toulon 4 pts,
  - US Casteljaloux 2 pts
- gruppo I 
  -  Lourdes 6 pts,
  -  Périgueux 4 pts,
  -  CASG 2 pts
- gruppo J 
  - AS Béziers 5 pts,
  - Stadoceste tarbais 5 pts,
  - Section paloise 2 pts

## Secondo turno
Due gruppi da 5, le vincenti disputano la finale
gruppo A 
- - Aviron bayonnais 11 pts,
  - US Perpignan 10 pts,
  - FC Lourdes 8 pts
  - US Dax 6 pts
  - FC Grenoble 4 pts

gruppo B 
- - Stade toulousain 12 pts,
  - Biarritz 9 pts,
  - Racing CF 9 pts,
  - AS Béziers 6 pts,
  - AS Carcassonne4 pts

## Finale
| Arbitro: | Gilbert Brutus |

| |            | |
| Galau | mt         | |
| Struxiano | c.p.       | |
| André Maury Pierre Pons Gabriel Serres Louis Puesch Marcel-Frédéric Lubin-Lebrère Jean Larrieu Alfred Prévost Henri Vignolles Philippe Struxiano Henri Galau Joseph Dournac Léon Nougal François Borde Adolphe Jauréguy André Chilo | Formazioni | Edouard Lahirigoyen Pierre Magens Jean-Marie Vigneau Silvano Andia Henri Suhubiette Eugène Landrieu Joseph Laurent Jean Etcheparre Angel Sarratte Eugène Billac André Lafond Henri Béhotéguy André Béhotéguy Jean Arnaudin Dominique Etchegaray |